# Puerta de la Reserva
Puerta de la Reserva es una localidad del estado mexicano de Guanajuato. Es parte del municipio de Cuerámaro.

## Demografía
| Gráfica de evolución demográfica |
|                                  |

| Censo | Población |
| ----- | --------- |
| 1950  | 113       |
| 1960  | 188       |
| 1970  | 208       |
| 1980  | 389       |
| 1990  | 603       |
| 2000  | 742       |
| 2010  | 865       |
| 2020  | 1 046     |